# Florence (Nouvelle-Écosse)
Pour les articles homonymes, voir Florence (homonymie).
Florence est une ville située dans la municipalité régionale de Cap-Breton, dans la province de Nouvelle-Écosse, au Canada. Elle comptait 1 684 habitants en 2001.

## Source
- (en) Cet article est partiellement ou en totalité issu de l’article de Wikipédia en anglais intitulé « Florence, Nova Scotia » (voir la liste des auteurs).